# Patrick Lozès
Pour les articles homonymes, voir Lozès (homonymie).
Ne doit pas être confondu avec Stéphane Rozès.
Patrick Lozès, né le 13 janvier 1965 à Porto-Novo (Bénin), est un homme politique et militant associatif français. Il est le fondateur et le premier président du Conseil représentatif des associations noires de France (CRAN).

## Biographie
Son père Gabriel Lozès est ministre de la Santé puis ministre des Affaires étrangères du Dahomey (actuel Bénin) entre 1964 et 1965 et secrétaire général du Parti démocratique dahoméen, le parti unique,. En 1979, la famille de Patrick Lozès s'installe en France à Creil (Oise), puis à Villepinte (Seine-Saint-Denis).
Diplômé en pharmacie et diplômé de l'École supérieure de commerce de Paris, il rejoint l'UDF en 1988. Lors des élections législatives de 2002, il est candidat de ce parti dans la première circonscription de Paris.
En 2003, il fonde le Cercle d'action pour la diversité (CAPDIV) qui milite contre les discriminations touchant entre autres les Noirs, mais aussi les homosexuels et les juifs.
En 2005, il fonde le Conseil représentatif des associations noires de France (CRAN), dont il est élu président (réélu en 2008). En novembre 2011, Louis-Georges Tin lui succède à la présidence du CRAN.
En octobre 2007, Patrick Lozès se voit confier par le ministre de l'Écologie, Jean-Louis Borloo, une mission sur le développement écologique de la Martinique, portant notamment sur la pollution dans ce département d'outre-mer. Il démissionne au mois de novembre en dénonçant des pressions dont il aurait été victime pour renoncer à s'intéresser au chlordécone, un pesticide cancérogène utilisé notamment dans les bananeraies.

« Vous pouvez difficilement parler de la pollution des sols en évitant le scandale des pesticides. C’est là que ça a posé problème et que je me suis indigné des pressions inadmissibles, que je suis parti écœuré parce que je n’ai pas senti le courage écologique et politique nécessaires à la manifestation de la vérité. On a fait pression sur moi à propos d’une question qui est majeure. Je ne peux pas mettre en balance des intérêts économiques et des vies humaines. Avoir fait pression est une attitude indigne d’un ministère d’État. J’en suis scandalisé ! »

— Entretien à Afrik.com, le 7 décembre 2007.
En 2008, Patrick Lozès se voit confier la direction intérimaire de la Chambre de commerce de la diaspora africaine en France, partenaire de la National Black Chamber of Commerce (en) (NBCC), membre de la Chambre de commerce des États-Unis. La même année, il crée une entreprise de conseil en communication, L & Associés. En 2009, il est élu au conseil d'administration de la National Black Chamber of Commerce, qu'il représente à partir de 2008 pour ses activités en France.
En janvier 2009, il devient membre du Conseil scientifique et d'évaluation de la Fondation pour l'innovation politique.
En novembre 2009, Patrick Lozès se voit confier avec le sociologue Michel Wieviorka, président du Conseil scientifique du CRAN, la direction d'une mission de lutte contre le racisme et contre le communautarisme par le ministre des Affaires étrangères, Bernard Kouchner, et celui de l'Intérieur, des collectivités territoriales et de l'Outre-mer, Brice Hortefeux,.

Logotype utilisé dans le cadre de sa campagne de 2012.

Le 4 mai 2011, Patrick Lozès, après avoir quitté la présidence du CRAN, annonce son intention de se présenter comme candidat à l'élection présidentielle 2012. Il propose un projet « en faveur de l’égalité » avec un slogan « En 2012, ne votez pas blanc ».
Le 3 juillet 2012, Patrick Lozès perd son procès en diffamation contre Éric Zemmour à la 17e chambre correctionnelle du tribunal de Paris, dont la relaxe est confirmée en appel le 13 juin 2013[réf. souhaitée].
Le 11 septembre 2012, Marine Le Pen est déboutée de son procès en diffamation contre Patrick Lozès à la 17e chambre correctionnelle du tribunal de Paris. Celle-ci a fait appel.
Dans le cadre du débat sur la déchéance de la nationalité française en 2015-2016, il soutient que la déchéance de nationalité ne devrait pas se réduire aux binationaux et qu'il « conviendrait que la France s'engage dans des négociations relatives aux apatrides » afin de pouvoir en créer pour les cas de terrorisme.

## Œuvres
- Nous, les Noirs de France, Paris, éditions Danger public, 2007, 206 p. (ISBN 978-2-35123-131-9)
- Les Noirs sont-ils des Français à part entière ?, Paris, éditions Larousse, 2009, 150 p. (ISBN 978-2-03-584530-6)
- Candidat, et pourquoi pas ?, Paris, Éditions du Moment, 2011, 180 p. (ISBN 978-2-35417-129-2)

## Annexe